# Mussy-la-Fosse
Pour les articles homonymes, voir Mussy.
Mussy-la-Fosse est une commune française située dans le département de la Côte-d'Or, en région Bourgogne-Franche-Comté.

## Géographie

### Climat
Pour des articles plus généraux, voir Climat de la Bourgogne-Franche-Comté et Climat de la Côte-d'Or.
En 2010, le climat de la commune est de type climat des marges montargnardes, selon une étude du Centre national de la recherche scientifique s'appuyant sur une série de données couvrant la période 1971-2000. En 2020, Météo-France publie une typologie des climats de la France métropolitaine dans laquelle la commune est exposée à un climat océanique altéré et est dans la région climatique  Lorraine, plateau de Langres, Morvan, caractérisée par un hiver rude (1,5 °C), des vents modérés et des brouillards fréquents en automne et hiver. 
Pour la période 1971-2000, la température annuelle moyenne est de 9,9 °C, avec une amplitude thermique annuelle de 15,9 °C. Le cumul annuel moyen de précipitations est de 896 mm, avec 13,3 jours de précipitations en janvier et 7,3 jours en juillet. Pour la période 1991-2020, la température moyenne annuelle observée sur la station météorologique de Météo-France la plus proche, « Semur En Auxois_sapc », sur la commune de Semur-en-Auxois à 9 km à vol d'oiseau, est de 11,2 °C et le cumul annuel moyen de précipitations est de 778,0 mm,. Pour l'avenir, les paramètres climatiques de la commune estimés pour 2050 selon différents scénarios d'émission de gaz à effet de serre sont consultables sur un site dédié publié par Météo-France en novembre 2022.

## Urbanisme

### Typologie
Au 1er janvier 2024, Mussy-la-Fosse est catégorisée commune rurale à habitat dispersé, selon la nouvelle grille communale de densité à 7 niveaux définie par l'Insee en 2022.
Elle est située hors unité urbaine. Par ailleurs la commune fait partie de l'aire d'attraction de Semur-en-Auxois, dont elle est une commune de la couronne,. Cette aire, qui regroupe 54 communes, est catégorisée dans les aires de moins de 50 000 habitants,.

### Occupation des sols
L'occupation des sols de la commune, telle qu'elle ressort de la base de données européenne d’occupation biophysique des sols Corine Land Cover (CLC), est marquée par l'importance des territoires agricoles (78,9 % en 2018), une proportion identique à celle de 1990 (78,9 %). La répartition détaillée en 2018 est la suivante : prairies (75,1 %), forêts (21,1 %), terres arables (3,8 %). L'évolution de l’occupation des sols de la commune et de ses infrastructures peut être observée sur les différentes représentations cartographiques du territoire : la carte de Cassini (XVIIIe siècle), la carte d'état-major (1820-1866) et les cartes ou photos aériennes de l'IGN pour la période actuelle (1950 à aujourd'hui).

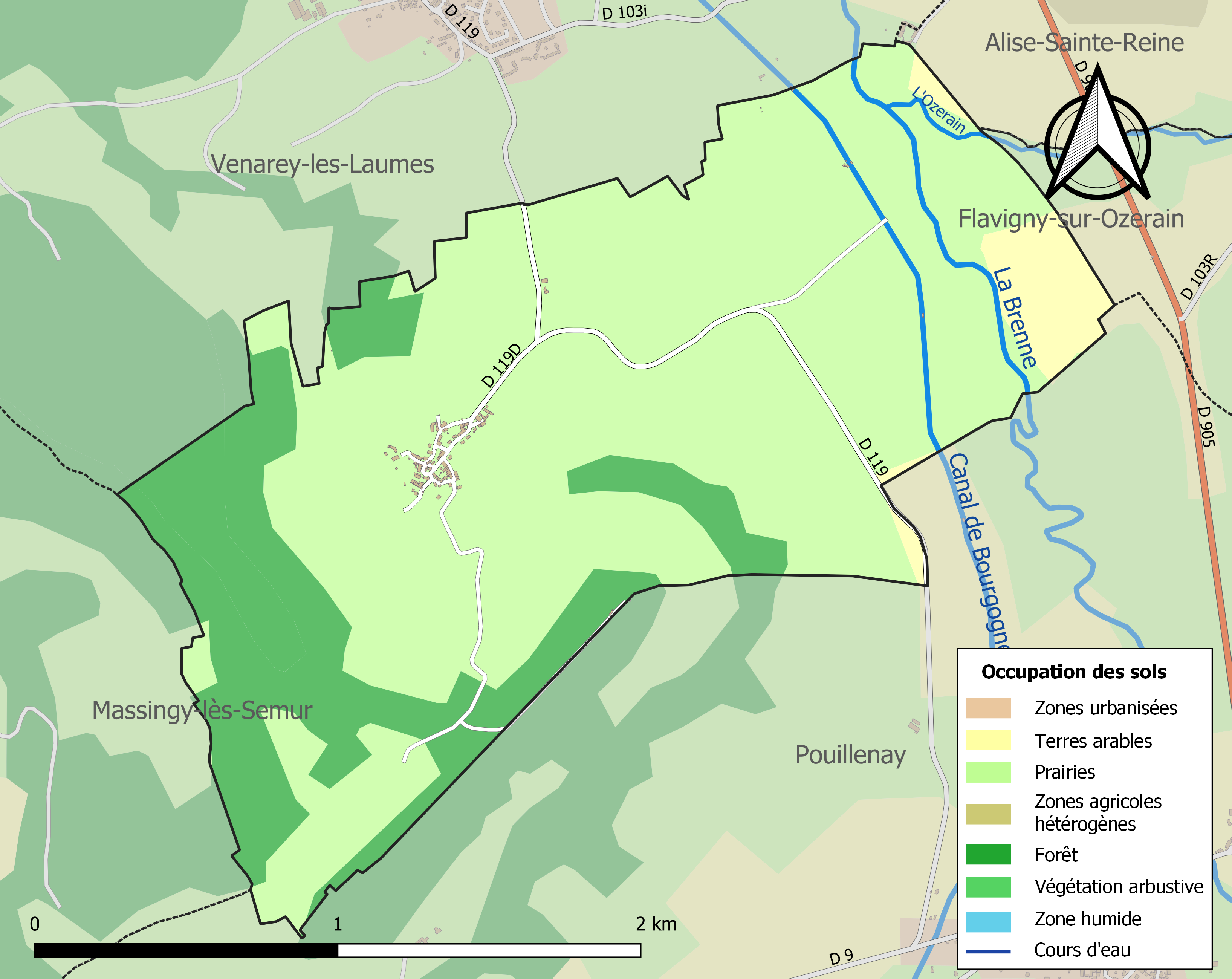
Carte des infrastructures et de l'occupation des sols de la commune en 2018 (CLC).

## Toponymie
Dérivé de Mucius, Muciacus, Mussaius, Muxi, Meussey, le nom de Mussy a été complété par le rappel d'un fossé, sans doute de défense, réalisé à proximité. Ce fossé est mentionné dès le douzième siècle à l'occasion d'une querelle entre le duc Eudes II et l'évêque de Langres, Geoffroy de La Roche-Vanneau.

## Histoire
- Si vous ne connaissez pas le sujet, laissez ce bandeau (vous pouvez alors contacter les auteurs).
- Si vous supprimez le contenu mis en cause (vous pouvez préalablement contacter les auteurs),

argumentez précisément cette suppression dans la page de discussion
(un manque de référence n'est pas un argument ; une recherche réelle de référence doit avoir été effectuée, être formellement documentée).
Pendant le haut Moyen Âge, Mussy-la-Fosse est lié à Sainte Reine dont dépend sa paroisse jusqu'en 1803.
Les seigneurs de Mussy apparaissent au douzième siècle et possèdent également Chassey qui n'a pas de château. Au treizième siècle, Guillaume de Chassey, seigneur de Mussy, est bailli d'Auxois. En 1388, Philippe de Mussy est chambellan du duc. À cette époque, Hugues Aubriot, constructeur de la Bastille, séjourne à Mussy. Au siècle suivant, la seigneurie passe à Guy de Bar, Geoffroy d'Auxerre, ou encore à Jacques d'Aumont.
Au seizième siècle sont cités : Guiton d'Estrac, Guillaume de Montholon. puis en 1593 un Nicolas Brulart qui affranchit les habitants le 14 septembre 1597. Etienne Garnier fonde en 1678 une chapelle latérale dédiée à sainte Anne, contre l'église très ancienne placée sous le vocable de Saint Léger.
Le 26 mars 1680 Mussy échoit à Nicolas Brulart, premier président du parlement de Dijon, marquis de la Borde, baron de Sombernon, Couches, Malain, etc.
Il passe ensuite aux femmes des ducs de Choiseul et de Luynes.
Le 30 juin 1749, François Gueneau, maire de Semur, achète le château et ses dépendances pour 93 000 F, avant que tout ne soit acquis, en 1850, par Jean Lallement.
Le dix-neuvième siècle est riche en évènements à Mussy-la-Fosse. En 1808 et 1810, les habitants font des pétitions pour garder église et presbytère et font déjà état de leur incompatibilité d'humeurs avec ceux de Venarey.
Ces derniers leur rendent l'amabilité en évitant de mettre une horloge sur leur clocher du côté de Mussy de peur que les « gens de Meussey » ou « lé bétas » n'en profitent.
En 1822, nouvelle pétition pour éviter la clôture d'une propriété qui gêne les processions des rogations. On ne badine pas ici avec les manifestations religieuses.
Etienne, la grosse cloche de l'église, est fondue en 1877 par Charles Chambon et parrainée par l'abbé Parizot. La toiture et le clocher de l'église sont réparés en 1883 et 1895. L'abbé Bochot a peut-être un faible pour Mussy dont il s'occupe jusqu'à ce qu'en 1910 l'abbé Biet, curé de Pouillenay, prend la relève.
À Mussy, toutes les manifestations ont leur importance. Il n'est pas question d'oublier le 14 juillet bien sûr, mais mieux, on commémore, le 5 mai 1889, la célèbre séance des États Généraux, et le 22 septembre 1892, le centenaire de la République.
Cependant, le quotidien n'est pas oublié. La commune dispose d'un réseau d'assainissement partiel avant 1890. Dès 1894, elle instaure des concessions d'eau, rue basse. Le 9 septembre 1895 s'achève la construction de la nouvelle maison commune. La même année le conseil participe au financement du monument érigé, à Paris, à la mémoire du grand peintre Camille Corot, un enfant du pays.
Le 26 mars 1896, il décide le captage de la source du Réa pour alimenter un nouveau lavoir.
Le 11 août 1906, la cabine téléphonique est confiée à Madame Buret. À chaque activité le sexe qui convient, semble dire le village qui vient de refuser énergiquement une institutrice sous le prétexte de la connexion entre l'enseignement et le secrétariat de mairie.

## Politique et administration
| Période                                  | Période  | Identité          | Étiquette | Qualité |
| ---------------------------------------- | -------- | ----------------- | --------- | ------- |
| avant 1988                               | ?        | M. Bernard Auvert |           |         |
| mars 2001                                | 2014     | M. Bernard Vila   |           |         |
| 2014                                     | En cours | M. Roger Maitrot  |           |         |
| Les données manquantes sont à compléter. |          |                   |           |         |

## Démographie
L'évolution du nombre d'habitants est connue à travers les recensements de la population effectués dans la commune depuis 1793. Pour les communes de moins de 10 000 habitants, une enquête de recensement portant sur toute la population est réalisée tous les cinq ans, les populations de référence des années intermédiaires étant quant à elles estimées par interpolation ou extrapolation. Pour la commune, le premier recensement exhaustif entrant dans le cadre du nouveau dispositif a été réalisé en 2006.

En 2022, la commune comptait 95 habitants, en évolution de +10,47 % par rapport à 2016 (Côte-d'Or : +0,82 %, France hors Mayotte : +2,11 %).
| 1793 | 1800 | 1806 | 1821 | 1836 | 1841 | 1846 | 1851 | 1856 |
| ---- | ---- | ---- | ---- | ---- | ---- | ---- | ---- | ---- |
| 207  | 202  | 185  | 164  | 157  | 168  | 187  | 168  | 163  |

| 1861 | 1866 | 1872 | 1876 | 1881 | 1886 | 1891 | 1896 | 1901 |
| ---- | ---- | ---- | ---- | ---- | ---- | ---- | ---- | ---- |
| 196  | 214  | 180  | 165  | 192  | 164  | 159  | 144  | 138  |

| 1906 | 1911 | 1921 | 1926 | 1931 | 1936 | 1946 | 1954 | 1962 |
| ---- | ---- | ---- | ---- | ---- | ---- | ---- | ---- | ---- |
| 124  | 111  | 100  | 86   | 82   | 79   | 99   | 94   | 91   |

| 1968 | 1975 | 1982 | 1990 | 1999 | 2006 | 2011 | 2016 | 2021 |
| ---- | ---- | ---- | ---- | ---- | ---- | ---- | ---- | ---- |
| 93   | 86   | 86   | 92   | 87   | 82   | 75   | 86   | 92   |

| 2022 | - | - | - | - | - | - | - | - |
| ---- | - | - | - | - | - | - | - | - |
| 95   | - | - | - | - | - | - | - | - |

## Héraldique
| Blason de Mussy-la-Fosse | Blason  | De gueules à la fasce d'argent frettée d'azur, à la bordure réduite engrêlée d'or. |
| Blason de Mussy-la-Fosse | Détails | Le statut officiel du blason reste à déterminer.                                   |